# 夏目家の妙な人々
『夏目家の妙な人々』（なつめけのみょうなひとびと）は、わかつきめぐみによる日本の漫画作品。『デザート』（講談社）と『デザート増刊ザ・フレンド』（同）で、1997年より発表された（後述の各話一覧参照）。単行本は講談社からKCデラックス全1巻、白泉社から白泉社文庫全1巻が刊行された。
本シリーズの番外編となる短編「Cotton Candy Cloudy」が『月刊メロディ』（白泉社）2003年12月号に掲載された。

## 概要
『きんぎんすなご』（1996年 - 1997年）に登場する青年、夏目蒼一郎とその父親一家の10年前を舞台にしたスピンオフ作品。全員がひたすら本音でぶつかり合い、さまざまな人々との良好で深い人間関係に結びつけていく、ユニークでバイタリティーあふれる家族の1年を描いた。

## あらすじ
奇妙な言動で学校中に知られる高校生、夏目蒼一郎の家族は、売れない画家で主夫の父、一家の大黒柱で会社員の母、蒼一郎を含む三つ子の5人家族で、それぞれが強い個性と自己主張を繰り広げる本音のぶつかり合いの毎日を続けていた。さらに隣に引っ越してきた同級生の実加子やその妹の久里子も巻き込み、遠慮のない応酬と仲のよさが両立するにぎやかな日々を送る。

## 主な登場人物
夏目 蒼一郎（なつめ そういちろう）
主人公。本作品では「きんぎんすなご」登場時の10年前にあたる高校生時代を描いている。学校の池のコイと本気で闘って池に落ちるなど、変人として全校に名をとどろかせている。実加子の妹、久里子に彼氏扱いされて困惑しながらも、兄弟や両親に負けないマイペースさを貫く。
高村 実加子/高村 久里子（たかむら みかこ/たかむら くりこ）
夏目家の隣に引っ越してきた母子家庭の姉妹。小学生の久里子は蒼一郎を一方的に自分の彼氏扱いし、蒼一郎を翻弄する。蒼一郎と同級生の実加子は、母子家庭という環境から当初蒼一郎の言動に反感を抱いていたが、次第に本音がぶつかり合う夏目家の世界にひかれていく。
夏目 紅一郎/夏目 橙一郎（なつめ こういちろう/なつめ とういちろう）
蒼一郎とともに夏目家の三つ子の兄弟。紅一郎は毒舌、橙一郎は温厚そうに見えて容赦ない一言を発し、それぞれ激しい応酬を日々繰り広げる。3人は画家の父親が色の三原色にちなんで名付けたが、3人は信号機にちなんで安直に名付けたと信じている。白泉社文庫版所収の「おまけまんが」で、10年後に離島の医師となった紅一郎が登場した。
はるちゃん/すみちゃん
夏目三兄弟の両親。ともに本名は作品中には出てこない。三流画家でもっぱら主夫業に専念する父親は近所の子どもたちから「はるちゃん」と呼ばれ、会社員で家計を支える母親は夫から「すみちゃん」と呼ばれている。子どもたちと互角に渡り合う日々を送っている。作者は「Cotton Candy Cloudy」所収の単行本『そらのひかり』（2004年、白泉社JETSCOMICS）の「あとがき」中で父の名が「春（はる）」、母が「菫子（すみれこ）」の設定だったことを明らかにした。

## 各話一覧
- 第1話 風邪をひいた日（『デザート』1998年1月号掲載）
- 第2話 お隣さんのお引っ越し（『デザート1998年4月号増刊ザ・フレンド春号』掲載)
- 第3話 GW(ゴールデンウィーク)のピクニック（『デザート1998年6月号増刊ザ・フレンド初夏号』掲載）
- 第4話 七夕の憂鬱（『デザート1998年8月号増刊ザ・フレンド夏号』掲載）
- 第5話 お月様の訪問（『デザート1998年10月号増刊ザ・フレンド秋号』掲載）
- 最終話 とーちゃんと仕事（『1998年デザート12月号増刊ザ・フレンド冬号』掲載）
- おまけまんが・ぼくらの名前（KCデラックス版描きおろし）
- Cotton Candy Cloudy（『月刊メロディ』2003年12月号掲載）
- おまけまんが・10年後の紅一郎（白泉社文庫版描きおろし）

## 書誌情報
- わかつきめぐみ『夏目家の妙な人々』講談社〈KCデラックス〉、1999年2月9日発売[1]、ISBN 4-06-334033-3
- わかつきめぐみ『夏目家の妙な人々』白泉社〈白泉社文庫〉、2006年3月15日発売[2]、ISBN 4-592-88740-9